# Hoplia jalapana
Hoplia jalapana är en skalbaggsart som beskrevs av Moser 1918. Hoplia jalapana ingår i släktet Hoplia och familjen Melolonthidae. Inga underarter finns listade i Catalogue of Life.